# Enekeler Corona
L'Enekeler Corona è una struttura geologica della superficie di Venere.